# Jimmy Thelin
Bo Jimmy Thelin, född 14 mars 1978 i Ljungarum, Jönköping, är en svensk fotbollstränare som är huvudtränare för Aberdeen. Hans bror, Tommy Thelin, spelade för Jönköpings Södra IF medan Jimmy Thelin var tränare för klubben.
Han blev utsedd till Årets smålänning 2015.

## Spelarkarriär
Thelin spelade fotboll i IF Hagapojkarna.

## Tränarkarriär
Efter spelarkarriären var han med och startade FC Ljungarum. Under sin första säsong vann klubben division 6 Jönköping 2006 med 17 segrar på 18 matcher.
Thelin var tränare för klubben fram till 2008. 2009 gick han till Jönköpings Södra IF, där han blev tränare i U17-laget och senare även U19-laget samt U21-laget.
Under säsongen 2014, efter att Mats Gren lämnat för en roll som sportchef i IFK Göteborg, valde J-Södras styrelse att flytta upp Thelin till tränare för A-laget. J-Södra slutade på en fjärde plats, vilken var klubbens bästa placering på 40 år. Följande säsong slutade ännu bättre med uppflyttning till Allsvenskan, där J-Södra inte spelat på 46 år (sedan klubben blev nedflyttade ur Allsvenskan 1969).
Inför säsongen 2018 blev det klart att Thelin lämnade Jönköpings Södra, som flyttades ner till Superettan, och istället tog över som huvudtränare i IF Elfsborg.
I juni 2024 lämnade Thelin Elfsborg då han blev värvad som tränare till skotska Aberdeen, vilka han vann Skotska Cupen med, under hans hans första säsong.